# Puerto Cisnes Airport
Puerto Cisnes Airport är en flygplats i Chile.   Den ligger i provinsen Provincia de Aisén och regionen Región de Aisén, i den södra delen av landet, 1 300 km söder om huvudstaden Santiago de Chile. Puerto Cisnes Airport ligger 10 meter över havet.
Terrängen runt Puerto Cisnes Airport är varierad. Havet är nära Puerto Cisnes Airport åt nordväst. Trakten runt Puerto Cisnes Airport är nära nog obefolkad, med mindre än två invånare per kvadratkilometer.. Närmaste större samhälle är Puerto Cisnes, 1,2 km norr om Puerto Cisnes Airport. 
I omgivningarna runt Puerto Cisnes Airport växer i huvudsak blandskog.